# Cathy Larmouth
Cathy Larmouth (Torrance, 15 luglio 1953 – Koosharem, 4 gennaio 2007) è stata una modella statunitense. È nota soprattutto per essere stata una delle Playmate di Playboy.

## Biografia
Cathy Larmouth, californiana di nascita, era di origini inglesi, francesi e indiane Mohawk. Nel 1981 è apparsa sulla rivista Playboy come Playmate del mese di giugno. Il suo paginone centrale è stato curato dal fotografo glamour Ken Marcus. Dopo la sua comparsa nella rivista fece l'insegnante supplente, abbandonò completamente la vita pubblica. Si sa ben poco di lei e le sue foto (a parte quelle del giugno 1981) sono molto rare. Aveva il cuore malato e cagionevole di salute. La Larmouth è morta il 4 gennaio 2007 all'età di 53 a causa di un attacco cardiaco . Le sono sopravvissute due figlie.